# Сирачево
Сирачево или Сирачи (на гръцки: Περιβολάκι, Приволаки, до 1927 година Σαράτσι, Сараци) е село в Егейска Македония, Гърция, дем Лъгадина (Лангадас), област Централна Македония с население от 841 души (2001).

## География
Селото е разположено в Лъгадинското поле, на 3 километра западно от демовия център град Лъгадина (Лангадас), северно от Лъгадинското езеро (Корония).

## История

### В Османската империя
В XIX век Сирачево е село в Лъгадинска каза на Солунския вилает в Османската империя. Александър Синве („Les Grecs de l’Empire Ottoman. Etude Statistique et Ethnographique“), който се основава на гръцки данни, в 1878 година пише, че в Сараджи (Saradji) живеят 72 гърци.
В 1900 година според Васил Кънчов („Македония. Етнография и статистика“) в Сирачево живеят 200 българи християни. По данни на секретаря на Българската екзархия Димитър Мишев („La Macédoine et sa Population Chrétienne“) в 1905 година в Сирачево (Siratchevo) има 288 жители българи патриаршисти гъркомани и в селото работи гръцко училище.

### В Гърция
След Междусъюзническата война Сирачево попада в Гърция. В 1927 година е прекръстено на Приволаки. През 20-те години в селото са настанени гърци бежанци от Мала Азия. В 1928 година Сирачево е смесено местно-бежанско село с 43 бежански семейства и 184 жители бежанци.

## Личности
Родени в Сирачево
- Катерина Марку (р. 1977), гръцки политик